# Othinosmia nitidula
Othinosmia nitidula is een vliesvleugelig insect uit de familie Megachilidae. De wetenschappelijke naam van de soort is voor het eerst geldig gepubliceerd in 1946 door Cockerell.